# エイシンワシントン
エイシンワシントン（欧字名:Eishin Washington、1991年5月5日 - 2014年7月8日）は、アメリカ合衆国で生産された日本の競走馬、種牡馬。主な勝ち鞍に1996年のCBC賞、1994年のセントウルステークス。

## 戦績
- 特記事項なき場合、本節の出典はJBISサーチ[3]

1993年11月28日、中京競馬場での3歳新馬戦でデビューし、1分9秒3のレコードタイムで勝利。2戦目の朝日杯3歳ステークスは後の三冠馬ナリタブライアンに続く2番人気に推されるも6着。年明けて4歳となり、500万下条件特別の若菜賞とこぶし賞で2戦連続2着ののち、2月小倉競馬場での萌黄賞で2着シンメイリボーンに10馬身差をつけて2勝目を挙げる。中1週で出走のアーリントンカップでこぶし賞に続きメルシーステージの前に2着に終わったのち、剥離骨折で休養を余儀なくされる。このころは、能力を評価されつつも「ゴール前が淡白」という評価があった。9月の朝日チャレンジカップで復帰してツルマルガールの5着となったのち、続くセントウルステークスでは同じ内藤繁春厩舎のダンシングサーパスの差し脚を封じて重賞を逃げ切りで初めて制した。10月阪神競馬場でのスワンステークスでサクラバクシンオーの3着、11月中京競馬場のオープン特別シリウスステークスで4勝目を挙げスプリンターズステークスに駒を進めた。逃げ馬が揃ったレースで先手を取ることができず、特に見せ場なくサクラバクシンオーの4着に終わった。
5歳となった1995年は初戦の洛陽ステークスを勝ち、続く淀短距離ステークスも58.5キロの斤量を背負いつつ1分7秒7のレコードタイムで制して短距離のオープン特別を連勝するが休養に入る。あきは10月のセントウルステークスで復帰も5着、その後も先行するが直線で力尽きるレースが続き、2度目の重賞制覇をすることはできなかった。2度目の挑戦となったスプリンターズステークスではまたしても出遅れて9着という成績に終わる。翌1996年、初戦のマイラーズカップで勝ったニホンピロプリンスとタイム差のない3着に入り、2走目の陽春ステークスも59キロの斤量ながらフラワーパークをおさえて勝利しまだ健在であることをアピールした。しかし、そのあとの2戦、シルクロードステークスと阪急杯はともに二桁着順に終わり休養に入った。秋初戦の11月のマイルチャンピオンシップで復帰して15番人気ながらジェニュインの3着に入ると、連闘で臨んだCBC賞ではフラワーパーク、マサラッキらの追撃を退けて1分7秒3のレコードタイムで重賞2勝目を挙げた。
3年連続出走となったスプリンターズステークスでは、フラワーパーク、ビコーペガサスに続く3番人気で臨み悲願のGI制覇へ挑んだ。レースでは好スタートしたフラワーパークを交し先行すると、終始レースをリードし、フラワーパークとマッチレースとなった。直線で一度差されながらもまた盛り返し、ほぼ並んだ状態でゴールした。10分以上に及ぶ写真判定の末にわずか1センチ差で2着に終わり、悲願のGI制覇はならなかった。。この1センチ差の一戦は後世に「名勝負」の一つとして取り上げられた。翌1997年、淀短距離ステークスへ向けた調教中に右第一指節種子骨を複骨折し、一命はとりとめたものの現役を引退した。

## 競走成績
以下の内容は、JBISサーチ、netkeiba.comに基づく。
| 年月日     | 競馬場 | 競走名          | 格   | 距離（馬場）  | 頭数 | 枠番 | 馬番 | オッズ（人気） | 着順 | タイム （上り3F） | 着差 | 騎手      | 斤量 [kg] | 勝ち馬/（2着馬）       | 馬体重 [kg] |
| ---------- | ------ | --------------- | ---- | ------------- | ---- | ---- | ---- | -------------- | ---- | ----------------- | ---- | --------- | --------- | ---------------------- | ----------- |
| 1993.11.28 | 中京   | 3歳新馬         |      | 芝1200m（良） | 10   | 8    | 9    | 01.20（1人）   | 01着 | R1:09.3 (35.5)    | -0.5 | 0溝橋秀吉 | 54        | （シンメイリボーン）   | 476         |
| 0000.12.12 | 中山   | 朝日杯3歳S      | GI   | 芝1600m（良） | 14   | 2    | 2    | 04.10（2人）   | 09着 | R1:36.0 (38.3)    | -1.6 | 0熊沢重文 | 54        | ナリタブライアン       | 474         |
| 1994.01.05 | 阪神   | 若菜賞          | 500  | 芝1400m（良） | 16   | 8    | 16   | 01.50（1人）   | 02着 | R1:24.1 (37.2)    | -0.0 | 0熊沢重文 | 55        | マチカネジンダイコ     | 480         |
| 0000.01.29 | 阪神   | こぶし賞        | 500  | 芝1600m（良） | 13   | 6    | 9    | 02.80（2人）   | 02着 | R1:37.7 (36.2)    | -0.1 | 0熊沢重文 | 55        | メルシーステージ       | 476         |
| 0000.02.13 | 小倉   | 萌黄賞          | 500  | 芝1200m（稍） | 16   | 1    | 2    | 01.30（1人）   | 01着 | R1:09.8 (36.1)    | -1.6 | 0熊沢重文 | 55        | シンメイリボーン       | 478         |
| 0000.02.27 | 中京   | アーリントンC   | GIII | 芝1700m（良） | 10   | 7    | 8    | 02.60（1人）   | 02着 | R1:42.9 (35.7)    | -0.0 | 0熊沢重文 | 55        | メルシーステージ       | 480         |
| 0000.09.11 | 中京   | 朝日チャレンジC | GIII | 芝2000m（良） | 10   | 7    | 8    | 09.20（4人）   | 05着 | R1:59.1 (35.7)    | -0.4 | 0熊沢重文 | 53        | ツルマルガール         | 486         |
| 0000.10.02 | 中京   | セントウルS     | GIII | 芝1200m（良） | 16   | 2    | 4    | 02.70（1人）   | 01着 | R1:08.7 (35.7)    | -0.3 | 0熊沢重文 | 54        | （ダンシングサーパス） | 482         |
| 0000.10.29 | 阪神   | スワンS         | GII  | 芝1400m（良） | 18   | 4    | 7    | 10.50（4人）   | 03着 | R1:20.2 (35.4)    | -0.3 | 0熊沢重文 | 55        | サクラバクシンオー     | 488         |
| 0000.11.27 | 中京   | シリウスS       | OP   | 芝1200m（良） | 12   | 4    | 4    | 01.00（1人）   | 01着 | R1:07.9 (34.2)    | -1.0 | 0熊沢重文 | 55        | （ビッグショウリ）     | 492         |
| 0000.12.18 | 中山   | スプリンターズS | GI   | 芝1200m（良） | 14   | 1    | 1    | 07.70（3人）   | 04着 | R1:07.9 (35.2)    | -0.8 | 0熊沢重文 | 55        | サクラバクシンオー     | 492         |
| 1995.01.08 | 京都   | 洛陽S           | OP   | 芝1600m（良） | 16   | 5    | 10   | 02.60（1人）   | 01着 | R1:33.6 (35.1)    | -0.2 | 0熊沢重文 | 57        | （ガイドブック）       | 492         |
| 0000.02.19 | 京都   | 淀短距離S       | OP   | 芝1200m（良） | 12   | 4    | 4    | 01.30（1人）   | 01着 | R1:07.7 (34.2)    | -0.6 | 0熊沢重文 | 58.5      | （トーワダーリン）     | 494         |
| 0000.10.01 | 京都   | セントウルS     | GIII | 芝1400m（稍） | 16   | 4    | 7    | 02.20（1人）   | 05着 | R1:22.2 (36.7)    | -1.0 | 0熊沢重文 | 58        | ビコーペガサス         | 494         |
| 0000.10.14 | 京都   | オパールS       | OP   | 芝1200m（良） | 13   | 2    | 2    | 01.60（1人）   | 05着 | R1:08.2 (34.6)    | -0.6 | 0熊沢重文 | 59.5      | ニホンピロスタディ     | 494         |
| 0000.10.28 | 京都   | スワンS         | GII  | 芝1400m（良） | 14   | 3    | 4    | 04.80（2人）   | 08着 | R1:21.0 (36.3)    | -1.2 | 0熊沢重文 | 57        | ヒシアケボノ           | 494         |
| 0000.11.19 | 京都   | マイルCS        | GI   | 芝1600m（良） | 18   | 5    | 10   | 19.70（6人）   | 10着 | R1:34.5 (36.9)    | -0.8 | 0熊沢重文 | 57        | トロットサンダー       | 494         |
| 0000.12.17 | 中山   | スプリンターズS | GI   | 芝1200m（良） | 16   | 5    | 10   | 12.70（6人）   | 09着 | R1:09.3 (36.1)    | -1.2 | 0熊沢重文 | 57        | ヒシアケボノ           | 494         |
| 1996.03.03 | 阪神   | マイラーズC     | GII  | 芝1600m（良） | 14   | 7    | 11   | 13.30（6人）   | 03着 | R1:33.5 (35.6)    | -0.0 | 0熊沢重文 | 57        | ニホンピロプリンス     | 500         |
| 0000.03.23 | 阪神   | 陽春S           | OP   | 芝1200m（良） | 14   | 8    | 14   | 02.70（1人）   | 01着 | R1:08.3 (34.2)    | -0.2 | 0熊沢重文 | 59        | （フラワーパーク）     | 496         |
| 0000.04.28 | 京都   | シルクロードS   | GIII | 芝1200m（良） | 13   | 7    | 11   | 04.20（2人）   | 12着 | R1:10.0 (35.9)    | -2.4 | 0熊沢重文 | 57        | フラワーパーク         | 486         |
| 0000.06.16 | 阪神   | 阪急杯          | GIII | 芝1200m（良） | 14   | 8    | 14   | 06.10（2人）   | 14着 | R1:11.4 (37.2)    | -2.9 | 0熊沢重文 | 59        | トーワウィナー         | 484         |
| 0000.11.17 | 京都   | マイルCS        | GI   | 芝1600m（良） | 18   | 2    | 3    | 89.9（15人）   | 03着 | R1:33.9 (36.2)    | -0.1 | 0熊沢重文 | 57        | ジェニュイン           | 498         |
| 0000.11.23 | 中京   | CBC賞           | GII  | 芝1200m（良） | 14   | 3    | 3    | 04.90（3人）   | 01着 | R1:07.3 (34.4)    | -0.1 | 0熊沢重文 | 57        | （フラワーパーク）     | 500         |
| 0000.12.15 | 中山   | スプリンターズS | GI   | 芝1200m（良） | 11   | 7    | 8    | 06.50（3人）   | 02着 | R1:08.8 (35.3)    | -0.0 | 0熊沢重文 | 57        | フラワーパーク         | 500         |

## 引退後
引退後は種牡馬として静内レックススタッドにて供用され、2009年に種牡馬生活を引退してからは鹿児島県湧水町のホーストラストにて功労馬として第三の馬生を送っていたが、2014年7月7日朝に右後肢に力が入らない状態で発見され、食欲自体はあったものの翌8日に右後肢脛骨骨折のために死亡した。種牡馬としては12シーズンで血統登録頭数129頭、出走頭数はそのうちの113頭を記録し、79頭が勝ち上がった。

### おもな産駒
- サイバーモール（プリンセス特別）[14]
- メジャーガール（プリンセス特別、駿蹄賞）[15]
- スーパーワシントン（早池峰賞）[16]
- エイシンヘーベ（福島民友カップ）[17]
- エイシンアモーレ（フェニックス賞、フィリーズレビュー3着、阪神ジュベナイルフィリーズ4着）[18]
- エイシンサンバレー（関東オークス3着）[19]
- マイグッドネスミー（ユングフラウ賞）[20]

## 血統表
| エイシンワシントンの血統         | エイシンワシントンの血統                              | エイシンワシントンの血統                              | （血統表の出典）                                      | （血統表の出典） |
| 父系                             | ダマスカス系                                          | ダマスカス系                                          | ダマスカス系                                          | [ § 2 ]          |
| 父 *オジジアン Ogygian 1983 鹿毛 | 父の父Damascus 1964 鹿毛                              | Sword Dancer                                          | Sunglow                                               | Sunglow          |
| 父 *オジジアン Ogygian 1983 鹿毛 | 父の父Damascus 1964 鹿毛                              | Sword Dancer                                          | Highland Fling                                        |                  |
| 父 *オジジアン Ogygian 1983 鹿毛 | 父の父Damascus 1964 鹿毛                              | Kerala                                                | My Babu                                               | My Babu          |
| 父 *オジジアン Ogygian 1983 鹿毛 | 父の父Damascus 1964 鹿毛                              | Kerala                                                | Blade of Time                                         |                  |
| 父 *オジジアン Ogygian 1983 鹿毛 | 父の母Gonfalon 1975 栗毛                              | Francis S                                             | Royal Charger                                         | Royal Charger    |
| 父 *オジジアン Ogygian 1983 鹿毛 | 父の母Gonfalon 1975 栗毛                              | Francis S                                             | Blue Eyed Momo                                        |                  |
| 父 *オジジアン Ogygian 1983 鹿毛 | 父の母Gonfalon 1975 栗毛                              | Grand Splendor                                        | Correlation                                           | Correlation      |
| 父 *オジジアン Ogygian 1983 鹿毛 | 父の母Gonfalon 1975 栗毛                              | Grand Splendor                                        | Cequillo                                              |                  |
| 母 Shamaritan 1981 鹿毛          | 母の父Sham 1970 鹿毛                                  | Pretense                                              | Endeavour                                             | Endeavour        |
| 母 Shamaritan 1981 鹿毛          | 母の父Sham 1970 鹿毛                                  | Pretense                                              | Imitation                                             |                  |
| 母 Shamaritan 1981 鹿毛          | 母の父Sham 1970 鹿毛                                  | Sequoia                                               | Princequillo                                          | Princequillo     |
| 母 Shamaritan 1981 鹿毛          | 母の父Sham 1970 鹿毛                                  | Sequoia                                               | The Squaw                                             |                  |
| 母 Shamaritan 1981 鹿毛          | 母の母La Griffe 1974 栗毛                             | Prince John                                           | Princequillo                                          | Princequillo     |
| 母 Shamaritan 1981 鹿毛          | 母の母La Griffe 1974 栗毛                             | Prince John                                           | Not Afraid                                            |                  |
| 母 Shamaritan 1981 鹿毛          | 母の母La Griffe 1974 栗毛                             | Grafitti                                              | Graustark                                             | Graustark        |
| 母 Shamaritan 1981 鹿毛          | 母の母La Griffe 1974 栗毛                             | Grafitti                                              | Fictitious                                            |                  |
| 母系(F-No.)                      | (FN:1-l)                                              | (FN:1-l)                                              | (FN:1-l)                                              | [ § 3 ]          |
| 5代内の近親交配                  | Princequillo 5 × 4 × 4 = 15.63%、Sickle 5 × 5 = 6.25% | Princequillo 5 × 4 × 4 = 15.63%、Sickle 5 × 5 = 6.25% | Princequillo 5 × 4 × 4 = 15.63%、Sickle 5 × 5 = 6.25% | [ § 4 ]          |
| 出典                             | 1. 2. 3. 4.                                           | 1. 2. 3. 4.                                           | 1. 2. 3. 4.                                           | 1. 2. 3. 4.      |

近親にブラッシングジョン（プール・デッセ・デ・プーラン、ハリウッドゴールドカップ）、インディードスルー（京成杯3歳ステークス3着）。